# Nationale Universität für Architektur und Bauwesen Armeniens

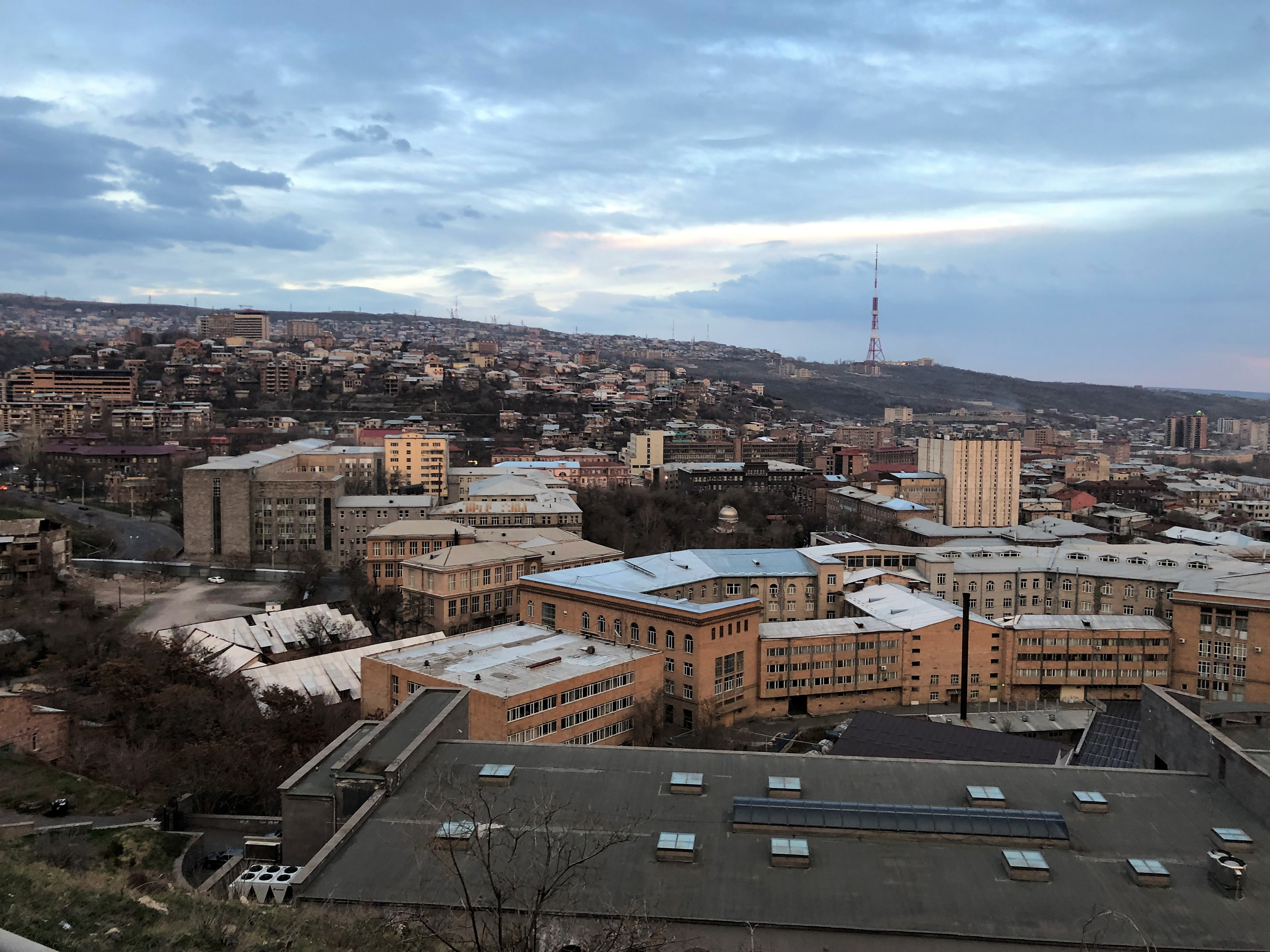
Blick auf die Universität (Mitte, 2019)

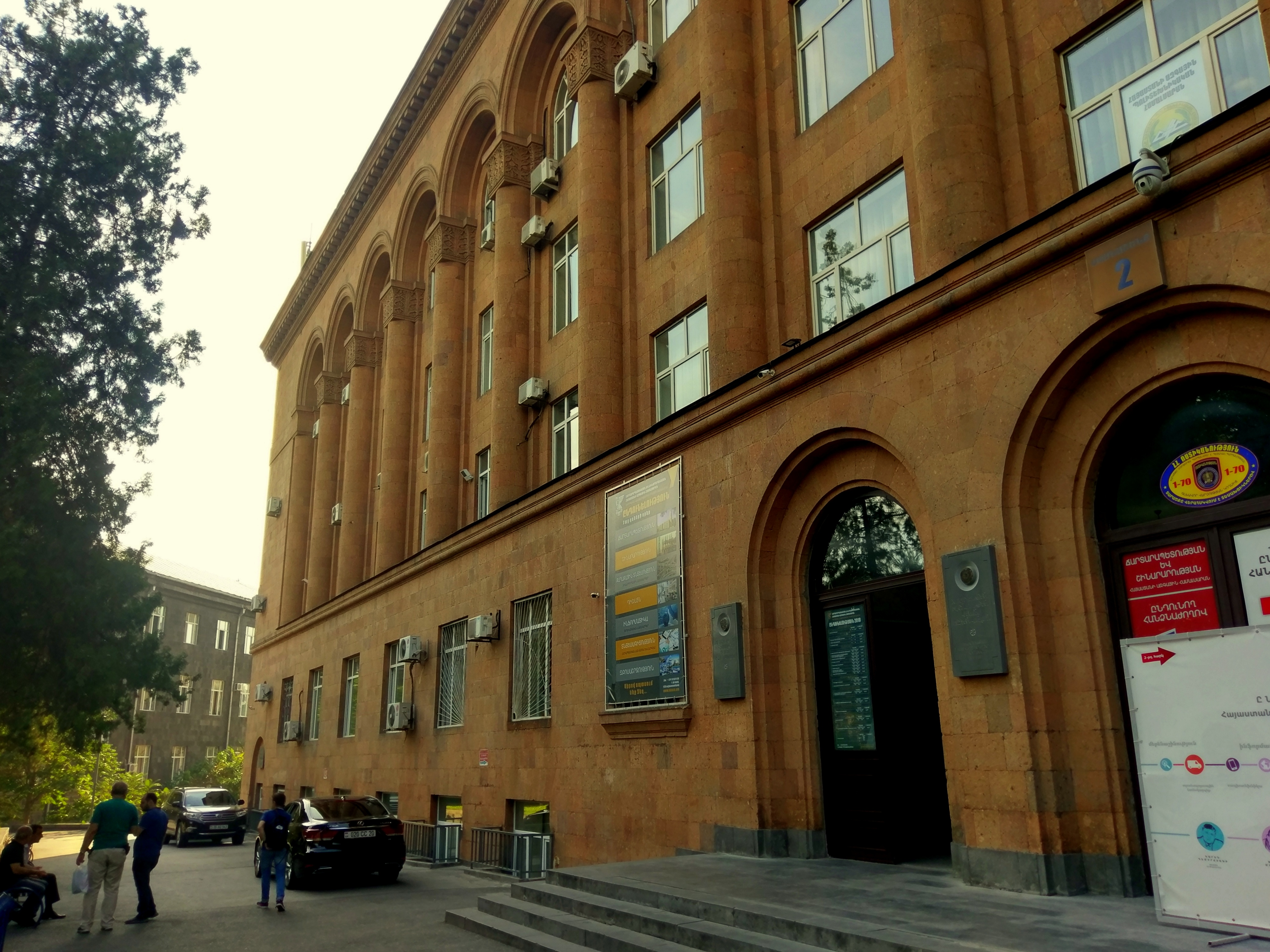
Universitätsgebäude (2018)

Die Nationale Universität für Architektur und Bauwesen Armeniens (armenisch: Ճարտարապետության և շինարարարության Հայաստանի ազգային համալսարան, ՃՇՀԱՀ; russisch Национальный университет архитектуры и строительства Армении; englisch: National University of Architecture and Construction of Armenia (NUACA)) ist eine staatliche Hochschule in Jerewan in Armenien.

## Geschichte
Die Hochschule wurde 1921 als Armenisches Institut für Baukonstruktion gegründet. Erster Rektor war der Architekt Mikayel Mazmanyan. Am 11. Januar 1989 erfolgte die Umfirmierung zum Staatlichen Institut für Architektur und Bauwesen Jerewan (Yerevan State Institute of Architecture and Construction (YSIAC)) unter Leitung von Rektor Arest Baglaryan. 2014 erfolgte eine Umfirmierung in Nationale Universität für Architektur und Bauwesen Armeniens unter Leitung von Rektor Gagik Galstyan.

## Organisation
Bachelor-, Master- und PhD-Studienprogramme werden in 23 Departements in sechs Fakultäten angeboten:
- Fakultät für Architektur
- Fakultät für Baukonstruktion
- Fakultät für Stadtökonomie und Ökologie
- Fakultät für Management und Technologie
- Fakultät für Design
- Fakultät für Grundlagenstudien